# Chamaemyia
Genre
Chamaemyia est un genre d'insectes diptères brachycères de la famille des Chamaemyiidae, de la sous-famille des Chamaemyiinae et de la tribu des Chamaemyiini.

## Espèces
- Chamaemyia aestiva Tanasijtshuk, 1970
- Chamaemyia aridella (Fallén, 1823)
- Chamaemyia bicolor Beschovski, 1994
- Chamaemyia elegans (Panzer, 1809)
- Chamaemyia emiliae Tanasijtshuk, 1970
- Chamaemyia fasciata (Loew, 1858)
- Chamaemyia flavicornis (Strobl, 1902)
- Chamaemyia flavipalpis (Haliday, 1838)
- Chamaemyia flavoantennata Beschovski, 1994
- Chamaemyia geniculata (Zetterstedt, 1838)
- Chamaemyia geniculata (Haliday, 1838)
- Chamaemyia herbarum (Robineau-Desvoidy, 1830)
- Chamaemyia hungarica Tanasijtshuk & Beschovski, 1991
- Chamaemyia juncorum (Fallén, 1823)
- Chamaemyia nataliae Tanasijtshuk, 1986
- Chamaemyia nigricornis (Perris, 1852)
- Chamaemyia nigripalpis Collin, 1966
- Chamaemyia paludosa Collin, 1966
- Chamaemyia polystigma (Meigen, 1830)
- Chamaemyia subjuncorum Tanasijtshuk, 1970
- Chamaemyia submontana Beschovski, 1994
- Chamaemyia sylvatica Collin, 1966
- Chamaemyia triorbiseta Beschovski & Tanasijtshuk, 1990